# 道の駅よしかわ杜氏の郷
道の駅よしかわ杜氏の郷（みちのえき よしかわとうじのさと）は、新潟県上越市吉川区杜氏の郷にある新潟県道30号新井柿崎線の道の駅である。

## 概要
吉川区は良質な土壌（南魚沼と地続きの地質）、日本海からの風、尾神岳のブナ自然林から湧出する良質な水源に恵まれた米作適地であり、古来米作が盛んで、元禄時代からは剰米を利用した酒造りが行われてその技術者が「杜氏」として各地に赴き、「よしかわ杜氏」としてその名を馳せていた（漫画「夏子の酒」で主人公・夏子をサポートする〈じっちゃん〉もよしかわ杜氏である）。
現在では吉川区は南魚沼と比肩する「コシヒカリ」産地として有名であると同時に、杜氏・蔵人が多数居住しその多くが「酒屋もん」としての知識を応用して酒造に最適な酒米を作っているため、新潟で一番の酒造好適米「五百万石」の産地となっている。また同地では20年前から山間地域の棚田で最高級酒米「山田錦」の栽培に取り組み、永田農法による高品質の山田錦栽培に成功、この酒米を使った「大吟醸」はアメリカのコンテストで金賞を受賞している。
「道の駅杜氏の郷」には、その酒米を使用した日本酒を造る酒蔵「よしかわ杜氏の郷」（2000年第三セクターとして設立）が併設されており、「酒蔵のある道の駅」として異色の存在であり、その産品は「よしかわ杜氏の郷」売店で販売されている。また冬季には酒造りの模様が見学できる。
酒蔵としての「よしかわ杜氏の郷」は『米の味わいを生かした、料理に合う飲み飽きしない酒』『米・水・技術、すべてが地元産100%の真の地酒』を標榜しているが、近年国内外の鑑評会での受賞を重ね、評価を高めている。

## 沿革
吉川町や吉川農協などが出資して1999年に設立された第三セクターによって酒造り施設「よしかわ杜氏の郷」が整備され、2000年（平成12年）7月にオープンした。

## 道路
- 新潟県道30号新井柿崎線 - 登録路線
- 新潟県道338号原之町上下浜停車場線

## 施設
駐車場（268台）やトイレ、情報案内施設のほか、よしかわ杜氏の郷（酒蔵）、四季菜の郷（物産直売所）、ゆったりの郷（日帰り温泉施設、喫茶）、レストラン「味彩」などがある。

### 管理
- 上越市[要出典]

## アクセス
- 新潟県道30号新井柿崎線 - 登録路線
- 新潟県道338号原之町上下浜停車場線

## 周辺
- 北陸自動車道 柿崎IC
- JR 信越本線 柿崎駅、上下浜駅
- 北越急行 ほくほく線 くびき駅
- 鵜の浜温泉
- 長峰池
- 朝日池